# Ketel (voorwerp)

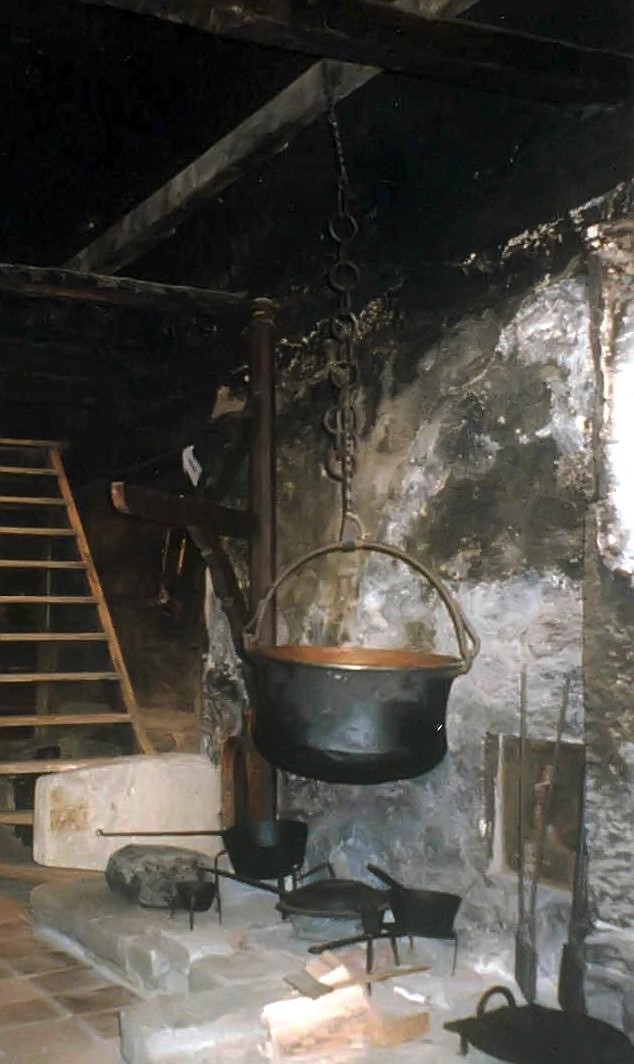
Ketel hangend aan ketting

Een ketel is een voorwerp om vloeibare stoffen in te verwarmen. De vorm is een halve bol met een kleine opening waar een deksel op geplaatst kan worden. Een ketel is van metaal en wordt boven een open vuur gehangen. Een ketel wordt ook wel een gesloten pan genoemd.
Het principe van de ketel wordt gebruikt in vele huishoudelijke en industriële toepassingen, zoals de fluitketel, stoomketel, brouwketel en verwarmingsketel.

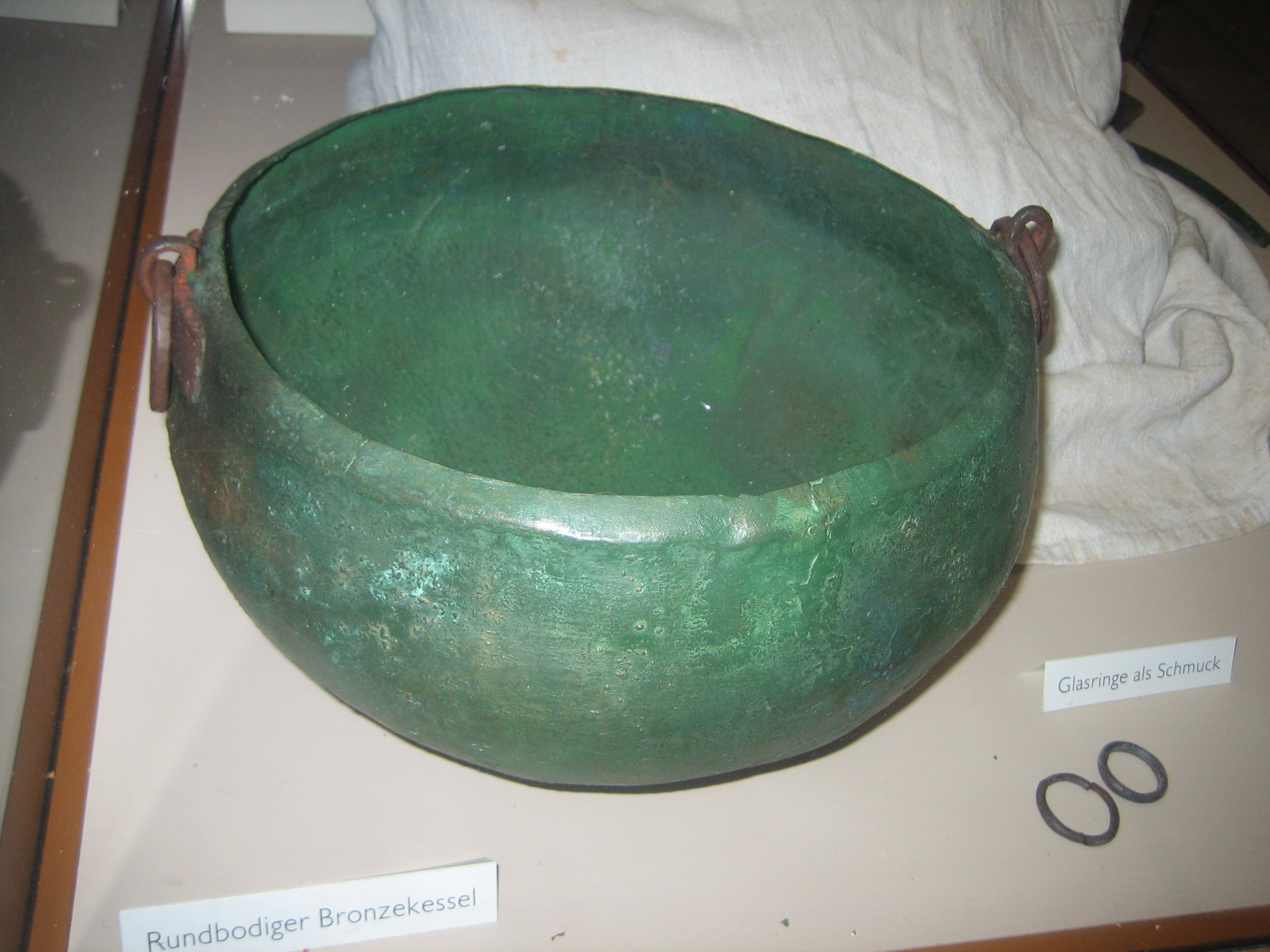
Bronzen ketel uit grafheuvel Feufbühl bij Zollikerberg, Zwitserland